# Вим
Вим (на руски: Вымь) е река в Република Коми на Русия, десен приток на Вичегда (десен приток на Северна Двина). Дължина 499 km. Площ на водосборния басейн 25 600 km².

## Извор, течение, устие
Река Вим води началото си от възвишението Покъюиз, простиращо се в южната част на обширното Тиманското възвишение, на 300 m н.в., в западната част на Република Коми. В най-горното течение тече на север и запад, а след устието на десния си приток Саръю завива на юг и запазва това направление до устието си. В горното течение протича в тясна и залесена долина с полегати склонове, в която силно меандрира и с добре развити две заливни тераси. В средното течение долината ѝ продължава да е тясна и залесена, но става дълбока със склонове високи до 75 – 80 m. Тук коритото ѝ е почти праволинейно, на места с бързеи и прагове, с ширина до 100 m, дълбочина 1 – 1,5 m и скорост на течението до 1 m/s. В долното течение долината Вим се разширява до 2 – 3 km и е с полегати и залесени склонове. Ширината на коритото достига 200 – 300 m, а дълбочината 3 – 5 m. Влива се отдясно в река Вичегда (десен приток на Северна Двина), при нейния 298 km, на 69 m н.в., при село Уст Вим, в югозападната част на Република Коми.

## Водосборен басейн, притоци
Площта на водосборния басейн на река Вим 25 600 km² и представлява 21,16% от площта на водосборния басейн на река Вичегда. Обхваща част от югозападните райони на Република Коми, като на запад и северозапад граничи с водосборния басейн на река Мезен, на север и изток – с водосборните басейни на реките Пижма, Нерица и Ижма, леви притоци на Печора, на югоизток и югозапад – с водосборните басейни на реките Вишера, Яренга и други по-малки десни притоци на Вичегда.
Река Вим получава стотици притоци, 14 от които са над 50 km, в т.ч. 7 над 100 km. Основни притоци: леви – Покъю (74 km), Кедва (100 km), Шомвуква (78 km), Коин (136 km), Весляна (138 km), Килтовка (горен приток, 95 km), Килтовка (долен приток, 79 km); десни – Шчугор (60 km), Лектидор (66 km), Вориква (170 km), Чисва (81 km), Йолва (255 km), Пожег (126 km), Чуб (127 km).

## Хидроложки показатели
Вим има смесено подхранване с преобладаване на снежното. Среден годишен отток при село Весляна, на 154 km от устието 196 m³/s. По време на пълноводието ѝ през май и юни преминава около 55 – 65% от годишния ѝ отток. Лятно-есенното маловодие продължава 90 – 100 дни, като често явление през този период са епизодичните прииждания на реката в резултат на поройни дъждове във водосборния ѝ басейн, при които нивото ѝ за кратко време се повишава с 4,5 – 5,5 m. Замръзва в края на октомври или началото на ноември, а се размразява в края на април или началото на май.

## Стопанско значение
Река Вим е плавателна е за плиткогазещи съдове на 154 km от устието си, по време на пълноводие, до устието на река Весляна, при село Весляна. По течението на реката, само в долното ѝ течение са разположени около 20 предимно малки населени места, в т.ч. град Емва, на жп линия Котлас – Воркута.